# Mitracamenta
Mitracamenta är ett släkte av skalbaggar. Mitracamenta ingår i familjen Melolonthidae.
Kladogram enligt Catalogue of Life:
| Mitracamenta | \| \| Mitracamenta adelpha \| \| \| \| \| \| Mitracamenta lineella \| \| \| \| |
|              | \| \| Mitracamenta adelpha \| \| \| \| \| \| Mitracamenta lineella \| \| \| \| |
|              | Mitracamenta adelpha                                                           |
|              |                                                                                |
|              | Mitracamenta lineella                                                          |
|              |                                                                                |